# Амиров, Рустем Рафикович
Рустем Рафикович Амиров (род. 9 февраля 1972, Альметьевск, Татарская АССР) — советский и российский хоккеист, нападающий. Мастер спорта России (1995). Функционер.

## Биография
Воспитанник альметьевской хоккейной школы, первый тренер А. Буянцев. На юношеском уровне играл за «Торпедо» Горький, провёл за команду 29 матчей в сезонах 1989/90 — 1990/91 высшей лиги. Также играл за команды «Кварц» Бор (1989/90 — 1990/91), «Нефтяник» Альметьевск (1991/92 — 1993/94, 1994/95 — 1998/99, 2000/01), «Итиль» Казань (1994/95? 18 матчей в МХЛ), «Нефтехимик» Нижнекамск (1999/2000, 23 матча в Суперлиге), «Нефтяник» Лениногорск (2000/01), «Энергия» Кемерово, «Липецк», «Липецк-2» и «Кристалл» Саратов (все — 2001/02).
Окончил торгово-коммерческий техникум (1995).
Помощник генерального директора по развитию массового хоккея (2013—2015), начальник команды (2016—2018) ХК «Нефтяник» Альметьевск.